# Christian Albrecht Niemann
Christian Albrecht Niemann (* 17. Mai 1680 in Schleswig; † 13. Mai 1734 in Lübeck) war ein deutscher Jurist und Bürgermeister der Hansestadt Lübeck.

## Leben
Niemann war Sohn des Generalsuperintendenten Sebastian Niemann in Schleswig. Nach dessen frühem Tod wurde er im Haus seines Großvaters mütterlicherseits, des Lübecker Bürgermeisters Bernhard Frese erzogen. Von 1697 bis 1700 studierte er Rechtswissenschaften an den Universitäten Jena und Halle. Nach erster praktischer Tätigkeit an der königlich dänischen Kanzlei für Schleswig-Holstein in Glückstadt wurde er 1704 an der Universität Utrecht mit einer Arbeit zum Episkopalrecht in den lutherischen Gebieten des Reiches zum Dr. jur. promoviert. Bei seiner anschließenden Reise hielt er sich sieben Monate in England auf. Danach arbeitete er sechs Monate am Reichskammergericht in Wetzlar. 1708 wurde er Syndikus des Lübecker Domkapitels. 1722 wurde er in Lübeck zum Ratsherrn erwählt und im Rat 1731 zum Bürgermeister der Stadt bestimmt. Er war auch Vorsteher der Petrikirche. Seine Leichenpredigt verfasste der Rektor des Katharineums zu Lübeck Johann Henrich von Seelen.

## Werke
- Disputatio juridica inauguralis, de exercitio iuris episcopalis statibus imperii August. Conf. competente. Utrecht: van de Water 1704

Digitalisat des Exemplars der Bayerischen Staatsbibliothek